# UFC Fight Night: Smith vs. Spann
UFC Fight Night: Smith vs. Spann (também conhecido como UFC Fight Night 192, UFC Vegas 37 e UFC on ESPN+ 50) foi um evento de artes marciais mistas produzido pelo Ultimate Fighting Championship que ocorreu em 18 de setembro de 2021, nas instalações da UFC Apex em Enterprise, Nevada, parte da área metropolitana de Las Vegas, Estados Unidos.

## Background
Uma luta na categoria dos meio-pesados entre o ex-desafiante ao título do cinturão meio pesado do UFC Anthony Smith e Ryan Spann foi a atração principal do evento.
Uma luta na categoria dos meio-pesados entre Ion Cuțelaba e Devin Clark foi remarcada para ocorrer neste evento. A luta estava originalmente marcada para maio no UFC on ESPN: Reyes vs. Procházka, mas Clark teve que se retirar desse evento devido a uma lesão.
Uma luta na categoria dos galos entre Tony Gravely e Nate Maness ocorreu neste evento. A luta estava originalmente marcada para o UFC on ESPN: Whittaker vs. Gastelum, mas foi cancelada após Maness ser removido da luta por motivos não divulgados.
Uma luta na categoria dos galos entre Montel Jackson e Danaa Batgerel was scheduled estava marcada para o evento.No entanto, Batgerel foi retirado do evento devido a problemas com o visto e foi substituído por JP Buys.
Cory McKenna estava programada para enfrentar Emily Whitmire em uma luta na categoria palha feminina neste evento. No entanto, McKenna foi retirada do evento por um motivo não divulgado e foi substituída por Hannah Goldy.
Uma luta na categoria mosca feminina entre a ex-campeã do Peso Mosca Feminino do KSW, Ariane Lipski e a estreante no evento, Mandy Böhm, ocorreu neste evento. A luta estava originalmente marcada para ocorrer duas semanas antes, no UFC Fight Night: Brunson vs. Till, mas foi removida do card na semana que antecedeu esse evento, pois Böhm foi afastada devido a uma doença.
Uma luta na categoria leve entre Jim Miller e Niklas Motta estava programada para acontecer neste evento. No entanto, Miller testou positivo para COVID-19 uma semana antes do evento e foi retirado da luta.  Ele foi substituído pelo estreante no evento, Cameron VanCamp. No entanto, a luta foi cancelada nos dias que antecederam o evento devido a uma lesão não divulgada de um dos participantes. 
Uma luta na categoria leve entre Dakota Bush e Rong Zhu estava programada para acontecer neste evento. No entanto, Bush testou positivo para COVID-19 durante a semana da luta e foi substituído por Brandon Jenkins. Durante a pesagem, Zhu pesou 158 libras, duas libras acima do limite da categoria leve. A luta seguiu como uma luta de peso combinado (catchweight) e Zhu teve que abrir mão de 20% de seu prêmio para seu oponente.

## Results
Nota 1 Alateng foi descontado em um ponto no round 3 devido a agarrar repetidamente a grade.

## Bônus da Noite
Os lutadores receberam $50.000 de bônus. 
- Luta da Noite: não foi anunciado.
- Performance da Noite: Anthony Smith, Arman Tsarukyan, Nate Maness e Joaquin Buckley